# 確率的証明
確率的証明（かくりつてきしょうめい）とは、統計学的手法あるいは確率計算によって算出された確率数値を訴訟上の証明手段とする証明方法である。筆跡鑑定、指紋鑑定、DNA鑑定、血液型鑑定、疫学などがこれに含まれる。

## 確率的証明の意義
確率的証明の意義は、科学的裁判および科学的鑑定の実現と、心証形成過程の客観化を基礎付けることにある。アメリカにおいて初めて統計学的証明が行われた「ハウランド夫人の遺言事件」（1866年）では、2通の遺言の信憑性を確認するために、筆跡鑑定が行われた。但し、ここで争われたのは、死者すなわち被相続人の筆跡と遺言の筆跡とが似通っているか否かではなく、一方の遺言に記された2つの署名があまりにも似過ぎているという点であった。つまり、たとえ同一の人物が名前を書くとしても、書くたびに筆跡が異なるのが通常であるから、当該署名はどちらか一方を真似て書かれたのではないのかという疑いが持たれたのである。この裁判では、数学者が鑑定人として呼び出され、当該筆跡が統計学的に見て偽造であると判断したが、統計学が発達した今日の観点から言えば、問題のある鑑定結果であった。

## 確率的証明の例
確率的証明はあらゆる裁判において用いられているわけではない。また、確実な目撃証拠が残っているような場合には、そもそも確率的証明は必要ない。むしろ、確率的証明が必要とされるのは、直接的な証拠が乏しいかまたは証拠収集が困難なケースであり、雇用差別、不法行為、不正競争防止、租税、独占禁止、環境、食品衛生などの分野で多用される。日本でも、公害訴訟において統計的な汚染状況や有症率を算出する手法や、親子関係の存否確認のためのDNA鑑定が用いられている。アメリカではより洗練された統計的・確率的計算が見られ、排気ガスによる立木枯死の因果関係を調べるためにピアソンの積率相関係数を用いたり、洪水と道路工事との因果関係を調べるために回帰分析を用いたりしている。